# Merdan Ataýew
Merdan Ataýew (russisch Мердан Атаев, wiss. Transliteration Merdan Ataev, geb. 8. Mai 1995 in Aşgabat) ist ein turkmenischer Schwimmer. Ataýew trat für Turkmenistan bei den Olympischen Sommerspielen 2016 in Rio de Janeiro und den Olympischen Sommerspielen 2020 in Tokio an.

## Leben
Merdan Ataýew wurde am 8. Mai 1995 in Aşgabat geboren. 2005 begann er mit dem Schwimmen. Er studierte am Turkmenischen Staatsinstitut für Körperkultur und Sport (университете в Ашхабаде, uniwersitete w Aschchabade). Sein Trainer war 2021 Segeý Ýepifanow. Sein sportliches Vorbild ist Aaron Peirsol.

### Karriere
Den ersten internationalen Auftritt hatte Ataýew bei den Asienspielen 2014 in Incheon. Im selben Jahr trat er bei den Kurzbahnweltmeisterschaften in Katar an. Danach war er bei den Schwimmweltmeisterschaften 2015 in Kasan und er trat bei den Olympischen Sommerspielen 2016 in Rio de Janeiro im Wettbewerb über 100 Meter Rücken an, wo er auf Platz 33 in den Vorläufen kam (Zeit: 56,34 s). Er war Fahnenträger für Turkmenistan bei der Eröffnungszeremonie.
Bei den Asienmeisterschaften 2016 belegte er jeweils den achten Platz über 50 und 100 m Rücken. Bei den Asian Martial Arts and Indoor Games in Aşgabat gewann er eine Goldmedaille über 50 m Rücken und in der 4 × 50-m-Lagenstaffel. Außerdem gewann er Silber und Bronze über 100 m Rücken und mit der 4 × 50-m-Freistilstaffel. Er trat auch 2017 bei den Islamic Solidarity Games in Baku, Aserbaidschan, an.
Bei den Asienspielen 2018 in Jakarta wurde er Achter über 50 m Rücken und Achter im Doppellängenwettbewerb. Er war für den Schwimm-Weltcup in Kasan gemeldet, ging aber nicht an den Start. Bei den Kurzbahnweltmeisterschaften in Hangzhou, Volksrepublik China belegte er jeweils den 34. Platz über 100 und 50 m Rücken.
Bei den Weltmeisterschaften 2019 in Gwangju belegte Ataýew auf der 100-m- bzw. 50-m-Distanz den 32. und 35. Platz und kam nicht über die Vorrunde hinaus. Bei der Altersklassenmeisterschaft in Indien gewann er zwei Silbermedaillen über die gleichen Distanzen. Bei der Weltmeisterschaft 2019 in Katar wurde er 5. über 100 m, 8. über 50 m und 9. über 200 m Rücken.
Er qualifizierte sich für die Olympischen Sommerspiele 2020 in Tokio, Japan, wo er im Wettbewerb über 100 Meter Rücken und 200 Meter Rücken antrat. Er kam nicht über die Vorrunde hinaus, aber er diente erneut als Fahnenträger.